# Округ Попрад
Округ Попрад (слч. Okres Poprad) округ је у Прешовском крају, у Словачкој Републици. Административно средиште округа је град Попрад.

## Географија
Налази се у западном дијелу Прешовског краја.
Граничи:
- на сјеверу је Пољска,
- источно Округ Кежмарок и Округ Љевоча,
- западно Жилински крај,
- јужно Банскобистрички и Кошички крај.

Клима је оштрија умјерено континентална због знатне надморске висине.

## Становништво
| Година:    | 1994.   | 2004.   | 2014.   | 2024.   |
| ---------- | ------- | ------- | ------- | ------- |
| Број људи: | 100 937 | 104 320 | 104 494 | 101 834 |
| Разлика:   |         | +3,35 % | +0,16 % | -2,54 % |

| Година:    | 2023.   | 2024.   |
| ---------- | ------- | ------- |
| Број људи: | 102 038 | 101 834 |
| Разлика:   |         | -0,19 % |

Према подацима о броју становника из 2011. године округ је имао 104.002 становника. Словаци чине 84,71% становништва.
| Етнички састав (2011)‍ | Етнички састав (2011)‍ | Етнички састав (2011)‍ | Етнички састав (2011)‍ | Етнички састав (2011)‍ |
| --------------------- | --------------------- | --------------------- | --------------------- | --------------------- |
|                       |                       |                       |                       |                       |
| Словаци               | Словаци               |                       | 0                     | 84,71%                |
| Роми                  | Роми                  |                       | 0                     | 2,06%                 |
| Чеси                  | Чеси                  |                       | 0                     | 0,59%                 |
| остали, непознато     | остали, непознато     |                       | 0                     | 12,64%                |

## Насеља
У округу се налази три града и 26 насељених мјеста. Градови су Високе Татре, Попрад и Свит.